# Макс Вольф
Максиміліан Франц Йозеф Корнеліус (Макс) Вольф (нім. Maximilian Franz Joseph Cornelius Wolf; 21 червня 1863 — 3 жовтня 1932) — німецький астроном.
Народився в Гайдельберзі. Освіту здобув у Гайдельберзькому і Страсбурзькому університетах, потім три роки вивчав небесну механіку в Стокгольмі під керівництвом І. А. X. Гюльдена. У середині 1880-х років створив невелику власну обсерваторію, яка 1897 року ввійшла до складу Гайдельберзької обсерваторії. Вольф очолив у ній астрофізичний відділ. З 1893 — професор Гайдельберзького університету, з 1909 до кінця життя — директор Гайдельберзької обсерваторії.
Основні наукові роботи належать до фотографічної астрономії. Один з піонерів застосування фотографічних методів спостереження в астрономії. З 1889 року систематично фотографував зоряне небо, вперше застосував ширококутні об'єктиви для отримання знімків великих ділянок, зокрема Чумацького Шляху. Виявив і вивчив багато нових темних хмар і світлих туманностей. Розробив метод визначення просторової структури темних пилових хмар і відстаней до них шляхом зоряних підрахунків (метод «кривих Вольфа»). Спільно з Йоганном Палізою видав фотографічні карти різних ділянок неба на 220 аркушах (1908—1922). Розвинув фотографічні методи спостереження астероїдів. 1891 року відкрив перший фотографічний астероїд (Брюсія). Виявив 577 нових малих планет. 1905 року застосувавши стереоскопічний спосіб виявлення зір, що мають помітний власний рух (шляхом порівняння двох фотографій, що належать до різних епох), відкрив понад 1000 зір зі значним власним рухом. Систематичне фотографування неба дало можливість Вольфу також вивчати змінні зорі. Протягом перших двох десятиліть 20-го століття виявив кілька сотень змінних. 1883 року відкрив періодичну комету (з періодом 7,7 років).
Іноземний член АН СРСР (1923). Медаль Кетрін Брюс Тихоокеанського астрономічного товариства (1930).
На його честь названо астероїд 827 Вольфіана.